# Fluorescência

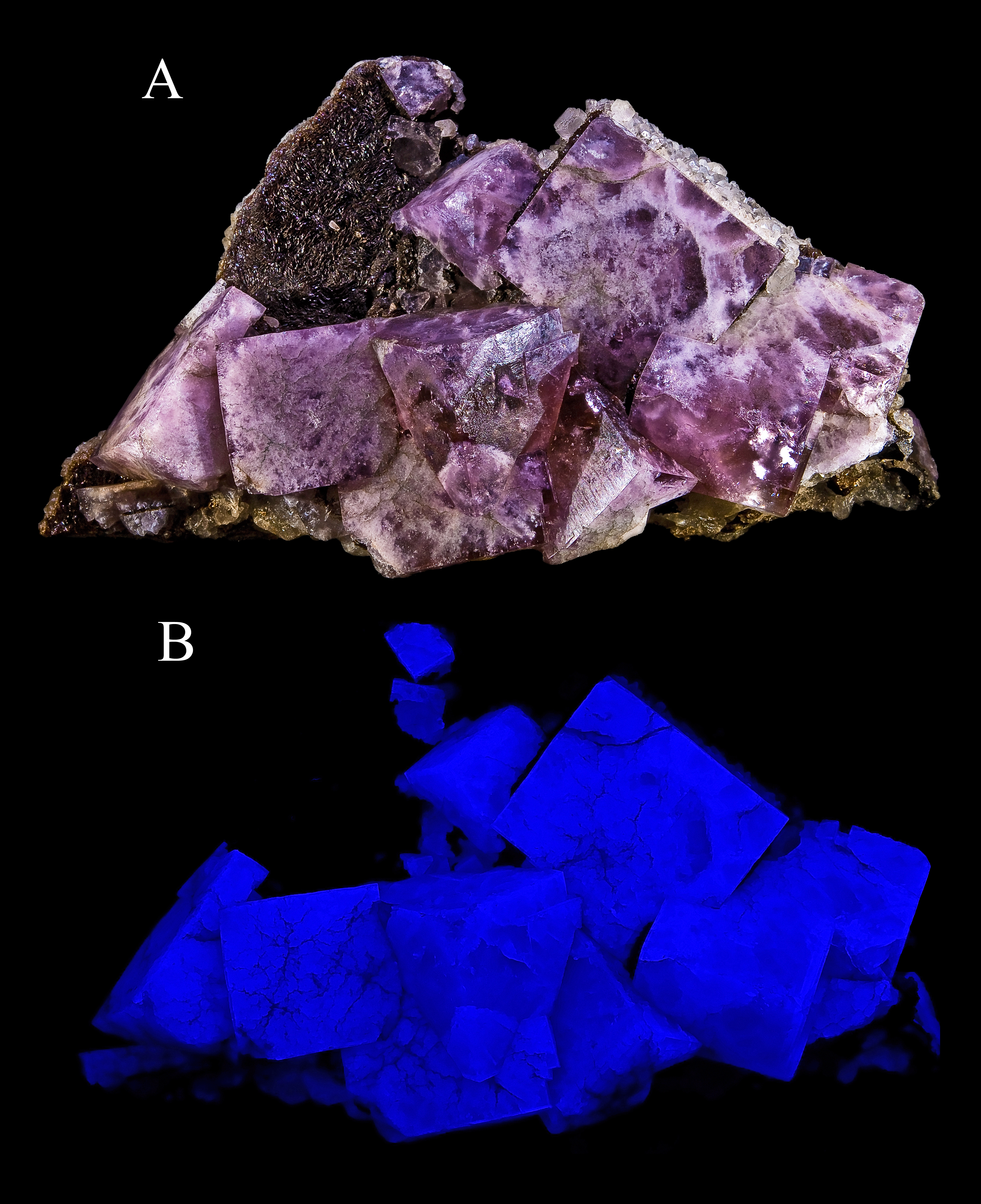
Fluorita sob luz branca (esquerda) e de onda curta UV (direita)

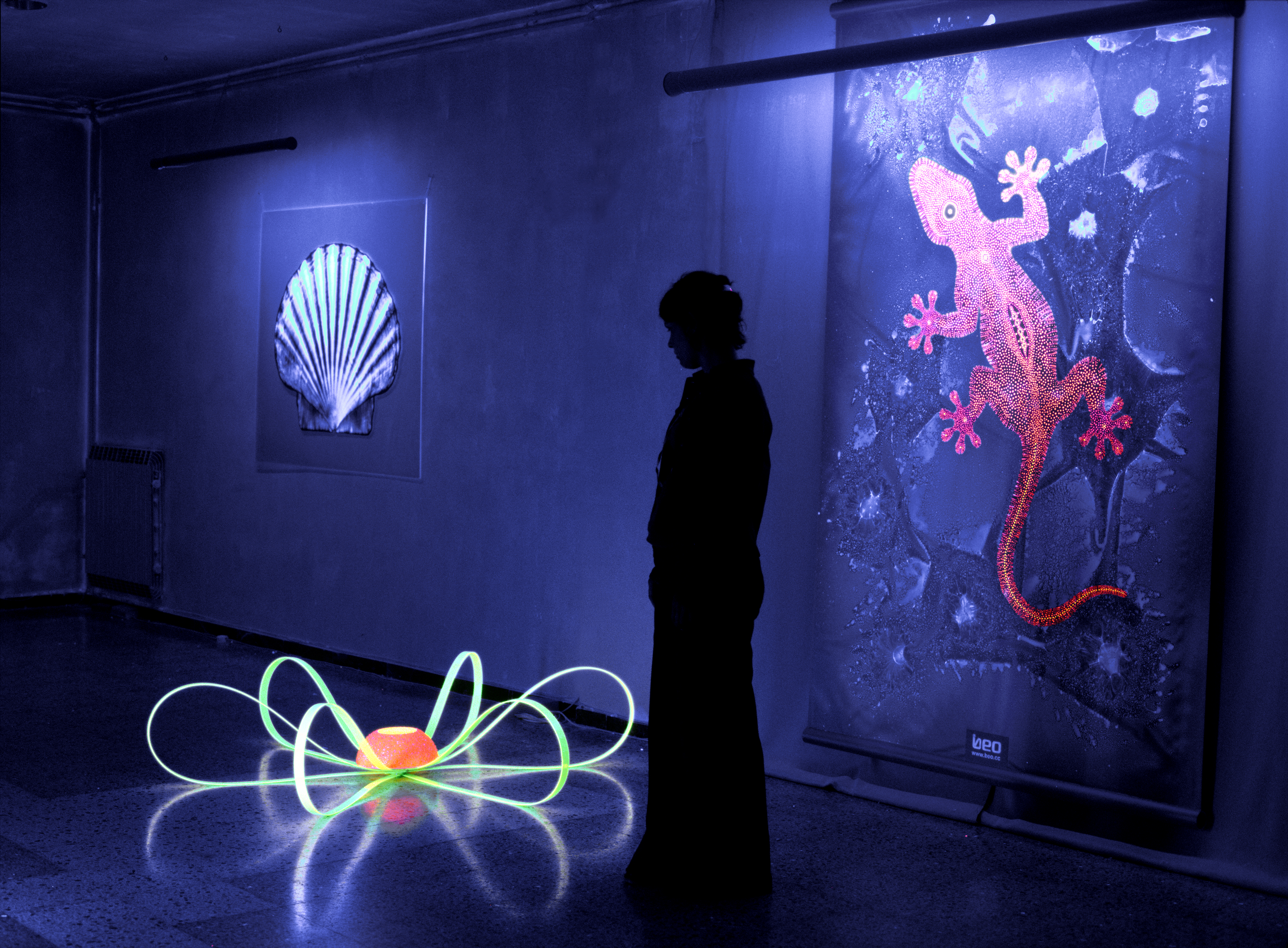
Arte em cores fluorescentes. (Artista: Beo Beyond)

Fluorescência é o fenômeno pelo qual uma substância emite luz quando exposta a radiações do tipo ultravioleta, raios catódicos ou raios X. As radiações absorvidas (invisíveis ao olho humano) transformam-se em luz visível, ou seja, com um comprimento de onda maior que o da radiação incidente.
A fluorescência ocorre usualmente em "tempo real", com o material fluorescente brilhando apenas enquanto exposto à fonte primária de energia, ao passo que a fosforescência abarca os casos especiais onde a conversão de energia ocorre lenta e gradualmente por períodos muito posteriores ao término da exposição à fonte primária.
A fluorescência tem origem nas transições eletrônicas que levam elétrons previamente deslocados pela radiação incidente a estados excitados na estrutura da matéria novamente aos estados fundamentais. A fosforescência é um tipo de fluorescência onde encontram-se envolvidos estados de excitação eletrônica metaestáveis.

## Princípios fotoquímicos
A fluorescência ocorre quando um elétron de uma molécula, um átomo ou nanoestrutura relaxa ao seu estado fundamental ao emitir um fóton de luz depois de ser excitados para um estado quântico mais elevado por algum tipo de energia.
O comprimento de onda da radiação emitida é sempre maior (possui menor energia) que o comprimento de onda da radiação incidente, pois há conversões internas, não radioativas, entre a excitação e a emissão que podem ser observadas pelo Diagrama de Jablonski.

## Aplicações

Neurônios do PVH de ratos Long-Evans marcados com fluoróforo fluoro-gold.

Um exemplo, é o fenômeno que faz com que certos materiais brilhem à exposição de UV emitida por uma lâmpada "luz negra".
O fenômeno da fluorescência consiste na absorção de energia por um elétron, passando do estado fundamental (S0) para o estado excitado (S1); este elétron ao retornar ao estado fundamental é acompanhado pela libertação de energia em excesso através da emissão de radiação. Na fluorescência todo o processo ocorre em tempo inferior a 0,00001 segundos. É o mesmo que fosforescência, só que com um processo rápido.
A diferença relativamente à fosforescência, é que, geralmente, a fluorescência dura apenas enquanto houver estímulo.
A aplicação mais habitual deste fenômeno são as lâmpadas fluorescentes, onde uma substância branca que recobre o seu interior de cristal emite luz quando se cria uma corrente elétrica no interior do tubo. Outro uso prático da fluorescência é de detectar bilhetes falsos, já que só os verdadeiros levam impressos uma tinta fluorescente que são visíveis apenas com auxílio de uma "luz negra".
A fluorescência também é utilizada em pesquisas biofísicas e bioquímicas, decorrente da sua sensibilidade a polaridade do meio que circunda um fluoróforo (molécula fluorescente). Considere um sistema líquido composto por moléculas fluorescentes e um solvente, de modo geral, o momento de dipolo do fluoróforo pode levar a reorganização dos momentos de dipolo do solvente que, consequentemente, gerará um campo elétrico reativo. A relaxação da molécula fluorescente no estado excitado a leva para uma nova configuração, portanto a energia do fóton emitido será dependente da polaridade do meio que circunda o fluoróforo.
Outro uso da fluorescência é na pesquisa da área bioquímica. É rotineiro seu uso como marcadores de moléculas, através da ligação direta ou indireta (através de anticorpos ligados a fluoróforos).[carece de fontes?]

## Fluorescência na natureza
Existem muitos compostos naturais que exibem fluorescência, e eles têm várias aplicações. Alguns animais do fundo do mar, como o olho-verde, usam fluorescência.

### Biofluorescência
A biofluorescência é a absorção de comprimentos de onda eletromagnética do espectro de luz visível por proteínas fluorescentes em um organismo vivo e a emissão de luz em um nível de energia mais baixo. Isso faz com que a luz emitida seja de uma cor diferente da luz absorvida.

### Bioluminescência
A bioluminescência difere da biofluorescência na medida em que é a produção natural de luz por reações químicas dentro de um organismo, enquanto a biofluorescência é a absorção e a reemissão de luz do ambiente.  Um vaga-lume e um tamboril são bioluminescentes.

### Biofosforescência
A biofosforescência é semelhante à biofluorescência em sua exigência de comprimentos de onda de luz como um fornecedor de energia de excitação. A diferença aqui está na relativa estabilidade do elétron energizado.